# アブラハム・シュロンスキー
アブラハム・シュロンスキー（אברהם שלונסקי, Avraham (Abraham) Shlonsky, 1900年3月6日　ポルタヴァ県カリョーコフ Karyokov - 1973年5月18日　テルアビブ）はウクライナ出身のイスラエルの詩人・編集者・翻訳家。現代ヘブライ語詩の発展に貢献した。ラションスキー "Lashonsky" （ラーショーン lashon, loshen ＝ 言語） というニックネームがあった。
ハシディズムの家系に生まれ、1913年（13歳）ヤッファのヘルツリヤ高等学校 Herzliya Hebrew High School で学ぶためテルアビブに帰還する。第一次世界大戦が勃発すると、ロシアに戻った。1919年新聞「Ha-Shiluah」に最初の詩を発表。ロシア、ポーランド各地を放浪し、1921年ハルーツィームのグループと共にイスラエルの地に永住。
「ダヴァル」「ハー＝アーレツ」などイスラエルの主要新聞の編集に関わった。
シェイクスピア、プーシキン、ロマン・ロランなどの作品を翻訳した。
1967年、イスラエル政府からイスラエル賞（文化勲章に相当）を受けた。

## 作品
| yed`ú kol ir, kol kfar vapélekh:  | ידעו כל עיר, כל כפר ופלך: |
| reishít chokhmá - misím lamélekh! | ראשית חוכמה - מסים למלך!  |
| misím, misím, ve`ód misím -       | מסים, מסים, ועוד מסים -   |
| veló chasím al hakisím!           | ולא חסים על הכיסים!       |

（シュロンスキーの『ルンペルスティルスキン』より）
各村、都市、各地が知っていた：
興国の最初が－王様にの税金!
税金、税金、もっと税金、
ポケットを恵まず!